# Pachythelia casanella
Pachythelia casanella är en fjärilsart som beskrevs av Charles Théophile Bruand d’Uzelle 1853. Pachythelia casanella ingår i släktet Pachythelia och familjen säckspinnare. Inga underarter finns listade i Catalogue of Life.